# Нурбанк
«Нурбанк» — казахстанский розничный банк.
По состоянию на 1 января 2025 года имеет 16 региональных филиалов и 51 универсальных центров банковского обслуживания.

## Собственники
По состоянию на 1 января 2025 года крупным акционером с 87,87% долей участия является ТОО «JP Finance Group». Конечным акционером являлся Эльдар Сарсенов.

## Руководство
Председатель Совета директоров Сарсенов Эльдар Рашитович (с 2024 года по настоящее время)
Председатель Правления Мусатаева Гульнара Абаевна (с 2021 года по настоящее время)

## Показатели
В 2016 году чистая прибыль АО «Нурбанк» составила 559 млн 942 тыс. тенге, за тот же период 2015 года этот показатель был ниже — 69 млн 701 тыс. тенге.
В 2017 году чистая прибыль банка существенно выросла, составив 10,9 млрд тенге (374,5 млн тенге в 2016 году) преимущественно на фоне роста процентных доходов (+66,2 % или на 18,58 млрд тенге до 46,63 млрд тенге).
В ноябре 2018 года банк занял 13 позицию по размеру активов среди банков второго уровня Республики Казахстан.
По итогам 2020 года Нурбанк занял 16 строчку в рейтинге банков РК.

## Продукты
27 февраля 2007 года АО «Нурбанк» вывел на рынок топливную карточку UniСard, используемой для приобретения топлива на авто-заправочных станциях ТОО «Гелиос».
4 августа 2009 года АО «Нурбанк» запустил ипотечную программу «Нур Жаусын», кредит на 20 лет под 12,5 % годовых.
В ноябре 2012 года АО «Нурбанк» объявило о начале выпуска и обслуживания платёжных карточек Международной Платежной Системы MasterCard.
23 июля 2012 года стартовала услуга переводов по системе Unistream в отделениях АО «Нурбанк».
В начале 2013 года запущен проект под названием «Товарный кредит» — кредитование физических лиц на приобретение бытовых товаров/техники и услуг.
14 августа 2013 года запуск ипотечной программы «На пятерку» на приобретение жилья под залог приобретаемой недвижимости сроком на 20 лет, первоначальный взнос 5 %.
9 июля 2015 года АО «Нурбанк» запустил вклад «Образовательный Накопительный» с самой большой процентной ставкой по рынку — 21,9 %.
19 января 2016 года запуск платёжной карты "Web-card, предназначенной для оплаты товаров и услуг по всему миру.

## Сервисы
В конце 2008 года АО «Нурбанк» запустил интернет-банкинг для физических лиц «OPEN24.KZ».
13 января 2016 года создано мобильное приложение «Nurbank Mobile Banking», помогающее совершать операции по счетам и картам «Нурбанка».

## История
3 августа 1992 года АО «Нурбанк» начал свою финансовую деятельность в Атырау и просуществовал в этом городе до 2003 года. Через 11 лет головной филиал переехал в Алматы..
4 сентября 2007 года новым председателем правления был избран Нурмухамед Бектемисов.
22 января 2007 года новым председателем правления избрана Гульмира Джумадиллаева.
В конце января 2007 года были похищены топ-менеджеры АО «Нурбанк» Жолдас Тимралиев и Айбар Хасенов. Подозреваемым в деле о похищении с целью вымогательства имущества был крупный акционер АО «Нурбанк» Рахат Алиев. 9 ноября 2007 года начался судебный процесс, по результатам которого Рахат Алиев был заочно приговорён к 20 годам тюрьмы. Через несколько лет были найдены трупы Тимралиева и Хасенова.
2 марта 2009 года новым председателем правления был избран Марат Заиров.
13 февраля 2012 года новым председателем правления АО «Нурбанк» был избран Мухтар Идрисов.
20 марта 2013 года новым председателем правления АО «Нурбанк» был избран Орынбаев Кантар Бекаралович.
4 августа 2015 года функции исполняющего обязанности председателя правления банка возложены на Сакена Ахметова.
30 ноября 2015 года председателем правления АО «Нурбанк» был избран Эльдар Сарсенов.
В конце 2021 года банк возглавила Гульнара Мусатаева. Она сменила Эльдара Сарсенова, который покинул пост в связи с приобретением статуса крупного акционера банка.

## Достижения
13 июня 2013 года АО «Нурбанк» стал победителем в номинации «За лучшие благотворительные проекты» в конкурсе под названием «Банк, которому доверяют-2013», по версии журнала «Банкиръ» (Украина, г. Киев).
В 2013 году АО «Нурбанк» стал лауреатом I Международного конкурса «Профессиональная премия в сфере банковских технологий, оборудования и услуг — 2013» в номинации «Лучший потребительский кредит», а в I Международном конкурсе «Лидер в сфере PR-технологий и маркетинга — 2013» признан лучшим сразу в двух номинациях: «Лучшая креативная реклама» и «За активное сотрудничество со средствами массовой информации» по версии журнала «Банкир».
В 2013 году Международная общественная организация «Ассамблея деловых кругов» в рамках программы «Лидеры XXI столетия» вручила АО «Нурбанк» знак качества «Высшая проба».
В 2013 году АО «Нурбанк» награждён Международной наградой «Best Enterprise».
19 декабря 2013 года в рамках новогоднего приёма Президиума Европейской Бизнес Ассамблеи в городе Оксфорде (Великобритания) АО «Нурбанк» был награждён Сократовской премией и бриллиантовой ветвью «Менеджер года».

## Социальная инициатива
С 2008 года совместно с телеканалом КТК проводился социальный проект «Дорога домой», направленный на пропаганду усыновления детей-сирот, более 300 казахстанских детей сумели обрести новых родителей.
В 2014 году совместно с Caspian University запустил социальную программу республиканского масштаба «Путевка в жизнь», для воспитанников детских домов Казахстана.
30 ноября 2015 года социальная программа «Путевка в жизнь» признана лучшим социальным проектом города Алматы, в рамках конкурса на лучший благотворительный проект среди бизнес-структур банковского сектора и республиканских организаций «Жүректен — жүрекке».
Ежегодная акция от «Нурбанка» «Дорога в школу» — сбор детей из малообеспеченных и многодетных семей, а также воспитанников детских приютов и детей-сирот в школу.
4 августа 2018 года в Алматы прошёл первый благотворительный марафон от «Нурбанка» — музыкальный благотворительный забег «Charity Music Run». Собранные средства были направлены в Научный центр педиатрии и детской хирургии в Алматы.

## Критика
в 2008 году «Нурбанк» открыл кредитную линию на строительство ЖК «7 континент», но ТОО «ShyrynLTD» взятые средства не вернуло банку. В суд было подано 116 исков о признании сделок по купле-продаже помещений в ЖК недействительными, и отмене их регистрации в органах юстиции. Решением суда первой инстанции требования банка были оставлены без удовлетворения, но позднее во время апелляционного разбирательства иск «Нурбанка» был удовлетворен, бизнесменов обязали передать имущество в собственность банка.
5 октября 2017 года сотрудник консалтинговой компании «Global Capital» незаконно получил в ЦОНе расширенный кредитный отчёт алматинки Анны Димитриевич в интересах АО «Нурбанк». Вследствие чего Национальный Банк наложил административный штраф на АО «Нурбанк» в сумме на 1,9 млн тенге.
В январе 2019 года сотрудники «Нурбанка» в Семее предстали перед судом за мошенничество. Руководство банка выявило, что подсудимые выдавали кредиты предпринимателям по поддельным документам, завышалась сумма залогового имущества, что приводило к одобрению банком выдачи кредита.